# 守護このみ
守護 このみ（しゅご このみ）は、日本の脚本家。サンライズ出身。

## 略歴
2017年、『アイカツスターズ!』で脚本を初担当。
2022年、『くノ一ツバキの胸の内』でシリーズ構成を初担当。

## 参加作品

### テレビアニメ
2016年
- アイカツスターズ!（2016年 - 2018年、全100話中2話執筆）

2018年
- アイカツフレンズ!（2018年 - 2019年、全76話中8話執筆）

2019年
- アイカツオンパレード!（2019年 - 2020年、全25話中1話執筆）
- いわかける! -Sport Climbing Girls-（全12話中3話執筆）
- 最響カミズモード!（2020年 - 2021年、全26話中2話執筆）

2021年
- 文豪ストレイドッグス わん!（全12話中3話執筆）
- トロピカル〜ジュ!プリキュア（2021年 - 2022年、全46話中7話執筆）
- 魔入りました!入間くん（第2シリーズ、全21話中2話執筆）

2022年
- くノ一ツバキの胸の内（全13話執筆）
- 魔入りました!入間くん（第3シリーズ：2022年 - 2023年、全21話中5話執筆）

2023年
- ひろがるスカイ!プリキュア（2023年 - 2024年、全50話中4話執筆）

2024年
- 姫様“拷問”の時間です（全12話中3話執筆）